# Центральноафриканський потто
{{#ifeq:0|0|{{#if:Perodicticus edwardsi|{{#if:|[[]}}|[[]]}}}}
Центральноафриканський потто (Perodicticus edwardsi) — вид нічних приматів мокроносих. Зустрічається в Центральній Африці. Він також відомий як потто Мілна-Едвардса, названий на честь Альфонса Мілна-Едвардса.

## Таксономія
Раніше він вважався підвидом Perodicticus potto (тепер західноафриканський potto), але дослідження 2015 року розділило його на три види та класифікувало P. edwardsi як окремий вид. Вважається, що він є сестринським видом східноафриканського потто (Perodicticus ibeanus), від якого він відділився в пізньому міоцені, приблизно 5,5 мільйонів років тому.

## Розповсюдження
Цей вид розповсюджений від Нігерії до Центральноафриканської Республіки та Демократичної Республіки Конго та на південь до Анголи. Річка Нігер служить західною межею ареалу виду, відокремлюючи його від західноафриканського пото.

## Охорона
У Червоному списку МСОП центральноафрикаський потто вважається видом з найменшим занепокоєнням і, як відомо, є видом, який добре адаптується до змін середовища. Він зустрічається як у первісних, так і у вторинних лісах, навіть поблизу людських популяцій. Проте локальне зниження чисельності може відбуватися через вирубку лісів для сільського господарства та полювання задля м'яса.